# Gunung Bakti
Gunung Bakti is een bestuurslaag in het regentschap Subulussalam van de provincie Atjeh, Indonesië. Gunung Bakti telt 1439 inwoners (volkstelling 2010).